# Una canzone per Bobby Long
Una canzone per Bobby Long (A Love Song for Bobby Long) è un film del 2004 diretto da Shainee Gabel, e interpretato da John Travolta e Scarlett Johansson. Il film è tratto dal romanzo Off Magazine Street (2004) di Ronald Everett Capps, edito in Italia nel maggio del 2008.

## Trama
New Orleans: Purslane (o meglio Pursy) Will è una ragazza diciottenne che, dopo la morte della madre Lorraine lascia il parcheggio per roulotte in Florida, dove vive con un fidanzato violento, per tornare nella sua città natale in Louisiana per ritrovare il suo passato e cercare di capire se stessa. Purslane aveva lasciato la scuola e abbandonato la casa perché considerava che la madre, cantante jazz, la trascurasse per la sua carriera.
Al suo arrivo viene accolta da due uomini di mezza età nella fatiscente casa della mamma: Bobby Long, un ex professore di letteratura alla Auburn University, e il suo protetto ed ex assistente di insegnamento, Lawson Pines, uno scrittore che sta lavorando continuamente ad un romanzo senza mai concluderlo. Entrambi sono forti bevitori e fumatori. Passano il tempo citando poeti, giocando a scacchi e trascorrendo del tempo con i vicini; Long si diletta poi nel cantare, accompagnato da una chitarra, anche canzoni di repertorio country-folk. I due convincono Pursy che sua madre ha lasciato la casa a tutti e tre ma la verità è che Pursy è la sola erede.
Gli sforzi degli uomini per allontanarla diminuiscono man mano che diventano più affezionati a lei e questo incontro, inizialmente sgradito, darà il via ad una difficile ma al contempo stimolante convivenza che farà cambiare direzione alla vita dei tre protagonisti. Purslane comprenderà a fondo le ragioni che tenevano insieme i tre così forti da evitare che Lawson possa seguire il suo cuore e stabilire un nuovo rapporto affettivo e abbandonare Bobby Long, gravemente malato.
Quando Pursy trova una serie di lettere che sua madre le ha scritto ma che non ha mai spedito per posta, scopre di più su cosa provava Lorraine su di lei e sull'identità di suo padre biologico.

## Produzione
Il film è stato girato a New Orleans e a Gretna, in una cittadina della conurbazione di New Orleans.
Il film è stato presentato in anteprima al Festival di Venezia nel settembre 2004.

## Distribuzione

### Cinema
Per partecipare al premio Oscar, è stato inaugurato su otto schermi a New York City e Los Angeles il 29 dicembre 2004, guadagnando $28.243 nel suo weekend di apertura. Alla fine ha incassato $164.308 sul mercato interno e $1.676.952 sui mercati esteri per un totale di $1.841.260. In Italia, invece, il film è stato distribuito in anteprima mondiale l'8 ottobre: dunque due e mesi e mezzo prima della distribuzione americana.

### Home video
Il DVD è uscito in formato widescreen anamorfico il 19 aprile 2005. Ha tracce audio e sottotitoli in inglese, francese e portoghese. Le caratteristiche bonus includono commenti con il regista Shainee Gabel e il direttore della fotografia Elliot Davis, scene cancellate e interviste al cast e alla troupe.
Nell'edizione DVD del film manca una scena di circa 20 minuti.

## Colonna sonora
Il cd della colonna sonora del film è stata distribuita solo dal 2005 e nei soli Stati Uniti per la piccola etichetta, non più attiva dal 2010, Hyena Records con sede a Nashville. Non risultano edizioni pubblicate in altri paesi.
Lista delle tracce:
1. Someday Los Lobos
2. Lorraine's Song (My heart was a lonely hunter) Theresa Anderson
3. Bone Thalia Zedek
4. Bobby Nathan Larson
5. Different Stars Tresspassers William
6. Lonesome Blues Lonnie Pitchford
7. Early Every Morning Magic Slim & The Teardrops
8. I Really Don't Want To Know John Travolta
9. Barbara Allen John Travolta
10. This Isn't It Giant Drag
11. Daughter Like Mother Nathan Larson
12. Rising Son Big Bill Morganfield
13. Washboard Lisa Grayson Capps
14. Blonde On Blonde Nada Surf
15. Praying Ground Blues Lightin' Hopkins
16. Love Song For Bobby Long Grayson Capps